# Corey Cott
Corey Michael Cott (Columbus, 30 marzo 1990) è un attore e cantante statunitense.

## Biografia
Dopo la laurea all'Università Carnegie Mellon, ha fatto il suo debutto sulle scene nelle produzioni della Pittsburgh Civic Light Opera dei musical Jesus Christ Superstar, Miss Saigon e Jekyll and Hyde. Nel 2012 ha fatto il suo debutto a Broadway come sostituto di Jeremy Jordan e poi titolare del ruolo del protagonista del musical Newsies, show in cui ha continuato ad esibirsi fino al termine delle repliche nell'agosto 2014. Nel 2015 ha recitato al Kennedy Center e a Broadway nel musical Gigi con Vanessa Hudgens, in cui interpretava il protagonista maschile, mentre nel 2017 è tornato sulle scene newyorchesi con Bandstand, in cui è stato co-protagonista con Laura Osnes. Nel 2019 ha interpretato Tony nella produzione dell'Opera di Chicago di West Side Story, nel ruolo del protagonista Tony. Cott ha recitato anche in diverse serie televisive ed è noto soprattutto per la sua interpretazione come Tom C. Duncan in The Good Fight.

### Vita privata
Cott è sposato dal 2013 con Meghan Woollard e nel 2017 la coppia ha avuto un figlio, Elliott Michael Cott.
Suo fratello è l'attore Casey Cott.

## Filmografia

### Cinema
- Lo stagista inaspettato (The Intern), regia di Nancy Meyers (2015)

### Televisione
- Madam Secretary - serie TV, 1 episodio (2014)
- Public Morals - serie TV, 2 episodi (2015)
- Z: L'inizio di tutto - serie TV, 5 episodi (2016)
- Law & Order - Unità vittime speciali - serie TV, 1 episodio (2016)
- The Good Fight - serie TV, 4 episodi (2017-2018)
- Evil – serie TV, episodio 2x06 (2021)